# أمفينيكول

الكلورامفينيكول

الأمفينيكولات (بالإنجليزية: Amphenicols)‏ هي فئةٌ من المضادات الحيويَّة ذات بنية فينيل بروبانويد. تعمل عن طريق منع إنزيم بيبتيديل ترانسفيراز على الوحدة الفرعية للريبوسوم 50S [الإنجليزية] للبكتيريا.
يوجد عددٌ من مركبات الأمفينيكول، ومنها الكلورامفينيكول والثيامفينيكول [الإنجليزية] والأزيدامفينيكول والفلورفينيكول. يُعد الكلورامفينيكول أول مركبٍ ضمن هذه الفئة، والذي قدّم للمرة الأولى عام 1949، وكان قد اكتشف بعد عزله من المتسلسلة الفنزويليَّة؛ ومع ذلك، فإنَّ مركبات الأمفينيكول جميعها تُصنع الآن عبر التخليق الكيميائي.